# Théâtre Afifi
Le théâtre Mohammed Afifi est un ancien théâtre inauguré au début des années 1920 par le maréchal Hubert Lyautey, résident général de France au Maroc de 1912 à 1925.